# Az utolsó emberig (film, 1996)
Az utolsó emberig (eredeti cím: Last Man Standing) 1996-os amerikai akciófilm, amelyet Walter Hill írt és rendezett. A film Kuroszava Akira A testőr című filmjének remake-je.
Az Amerikai Egyesült Államokan 1996. szeptember 20-án mutatták be a mozikban.

## Cselekmény
1931-ben, az amerikai szesztilalom idején a fegyverforgató John Smith megérkezik Texas és Mexikó határán fekvő, szinte kihalt Jericho kisvárosba. Ott ír származású gengszterek szétverik az autóját, mert szemet vetett vezetőjük, Doyle szeretőjére, a gyönyörű mexikói Felinára. Doyle, a kisváros két gengszterfőnökének egyike pókeren nyerte meg Felinát. A seriff teljesen alkalmatlan, korrupt és tehetetlen, amit Smithnek rögtön meg is mond. Smith bosszút áll a tetteseken, egyiküket lelövi és hamar rájön, csak kisvárosi csalókkal van dolga. Megpróbálja kijátszani egymás ellen a két szeszcsempész bandát, Doyle-t és olasz-amerikai riválisát, Strozzit. Ennek érdekében Smith többször is oldalt vált, és igyekszik minél több pénzt keresni.
Egy korrupt határőr erőszakos halála a helyszínre hívja a rettegett Texas rangerek parancsnokát. Tom Pickett kapitány határozottan közli Smithszel, a közrend érdekében nem tűr meg egynél több bandát a kisvárosban. Bejelenti, hogy tíz nap múlva egy nagyobb egységgel visszatér, és ha még mindig két banda van jelen, kíméletlenül meggyilkolja mindkettő tagjait. Ellenkező esetben szabad kezet ad Smithnek, de saját érdekében addigra neki is el kell tűnnie Jerichóból.
Smith kiszabadítja Felinát és visszaküldi a családjához Mexikóba. Eközben megöli Doyle nyolc emberét és a bűncselekményért Strozzi bandáját teszi felelőssé. Amikor Doyle rájön, valójában ki szabadította ki Felinát, elfogatja és megkínoztatja Smitht. Smithnek sikerül megszöknie és a helyi seriff elviszi a városból. Útközben szemtanúi lesznek, ahogy Doyle emberei megölik Strozzit és egész bandáját, akik a városon kívül egy házban szálltak meg. A seriff egy régi templomban rejti el Smitht, akinek Joe, a kocsmáros biztosít napi ellátmányt.
Joe-t azonban Doyle emberei hamarosan elfogják az egyik szállítmánya során és lecsukják. Smith kiszabadítja, nagy lövöldözés veszi kezdetét, amelyben Smith leszámol Doyle bandájával. A befejező jelenetben Smith, Doyle és jobbkeze, Hickey végül szemtől szemben találják magukat. Joe lesből lelövi Doyle-t, Smith pedig lesújt Hickeyre. A seriff és Joe, az utolsó két túlélő elhagyja városukat, Smith is folytatja útját a szellemvárossá vált Jerichóból Mexikó felé.

## Szereplők
| Szerep               | Színész             | Magyar hang      |
| -------------------- | ------------------- | ---------------- |
| John Smith           | Bruce Willis        | Dörner György    |
| Ed Galt seriff       | Bruce Dern          | Szersén Gyula    |
| Joe Monday           | William Sanderson   |                  |
| Hickey               | Christopher Walken  | Galkó Balázs     |
| Doyle                | David Patrick Kelly | Sztarenki Pál    |
| Fredo Strozzi        | Ned Eisenberg       | Berzsenyi Zoltán |
| Finn                 | Patrick Kilpatrick  | Várkonyi András  |
| Tom Pickett kapitány | Ken Jenkins         | Gruber Hugó      |
| Felina               | Karina Lombard      |                  |

## Fordítás
- Ez a szócikk részben vagy egészben  a   Last Man Standing (1996 film) című angol Wikipédia-szócikk fordításán alapul.  Az eredeti cikk szerkesztőit annak laptörténete sorolja fel. Ez a jelzés csupán a megfogalmazás eredetét és a szerzői jogokat jelzi, nem szolgál a cikkben szereplő információk forrásmegjelöléseként.